# Phiomia
|  | Aquest article tracta sobre un grup de proboscidis. Si cerqueu els rosegadors, vegeu «Fiòmids (rosegadors)». |

Phiomia és un gènere de proboscidi extint de la família dels fiòmids (Phiomiidae). Se n'han trobat restes fòssils a Àfrica. Feia aproximadament 250 cm d'alçada i s'assemblava una mica als elefants d'avui en dia, tot i que, basant-se en la forma dels ossos nasals, tenia la trompa molt curta. Tenia ullals curts al maxil·lar superior i ullals curts en forma de pala a l'inferior, que probablement li servien per agafar menjar. Els seus ullals s'assemblaven als dels gèneres miocens Platybelodon, Archaeobelodon i Amebelodon, però eren bastant més petits. Els ullals del maxil·lar superior podrien haver tingut una funció defensiva o per arrancar l'escorça dels arbres.
| Registre fòssil | Registre fòssil | Registre fòssil | Registre fòssil   |
| Localitat       | País            | Antiguitat      | Espècie/s         |
| --------------- | --------------- | --------------- | ----------------- |
| Chilga          | Etiòpia         | Eocè            | Phiomia major     |
| Birket Qarun    | Egipte          | Eocè            | Phiomia serridens |
| Dor al-Talha    | Líbia           | Eocè-Oligocè    | Phiomia sp.       |
| Dor al-Talha    | Líbia           | Eocè            | Phiomia sp.       |